# Weinmann Fülöp
Weinmann Fülöp (Ungvár, 1839. – Budapest, Terézváros, 1911. november 28.) közjegyző, hitközségi elnök.

## Élete
Weinmann Lipót (1810–1900) és Engländer Sarolta fia. Apja az ungvári kongresszusi hitközség megalapítója volt, s nevéhez köthető az ottani népiskola létesítése. 
Középiskolai tanulmányait Eperjesen végezte, majd 1861-ben a Bécsi Egyetemen szerzett jogi végzettséget. Az ügyvédi vizsgát Magyarországon tette le királyi engedéllyel. Ezután Debrecenben telepedett le, ahol megkezdte ügyvédi gyakorlatát és a Debreceni Izraelita Hitközség jegyzője lett. 1865-ben házasságot kötött Pollacsek Rózával, Pollacsek Vilmos nagykárolyi kereskedő lányával, gyermekük nem született. Később a Pesti Királyi Táblához került pótbírói rangban. 1875-ben budapesti közjegyzőnek nevezték ki, illetve pályatársai megbízták a Budapesti Közjegyzői Kamara alelnöki tisztségével. 1894-ben megkapta a királyi tanácsosi címet, majd 1905-ben udvari tanácsossá nevezték ki.
1880-ban beválasztották a Pesti Izraelita Hitközség képviselő-testületébe, s 1886-ban már választmányi tag volt. Öt évvel később a hitközség oktatási elöljárója lett. 1894 márciusában az Izraelita Magyar Irodalmi Társulat társelnökévé választották. Ezután a Pesti Chevra Kadisa alelnöke volt 1902-ig, amikor is a Pesti Izraelita Hitközség alelnöki állásába került és Kohner Zsigmond elnökségének utolsó időszakában az ügyek tényleges vezetőjeként működött. 1906 októberében a hitközség elnökének választották. Az 1909 márciusában megalakult Országos Magyar Izraelita Közművelődési Egyesület tiszteletbeli elnöke volt, illetve védnöke az Országos Izraelita Patronage Egyesületnek és az Izraelita Szünidei Gyermektelep Egyesületnek.
A Salgótarjáni utcai zsidó temető díszsírhelyén helyezték végső nyugalomra.